# 橫濱湘南道路
橫濱湘南道路（横浜湘南道路、よこはましょうなんどうろ）是從神奈川縣横濱市榮區至神奈川縣藤澤市的快速道路（高規格幹線道路），屬於國道468號（首都圈中央連絡自動車道）的一部分。全線尚未通車，原先預計於2007年度完工，因用地取得的進度落後，通車年度延後至2020年度。高速道路編號使用圈央道的C4。

事業主體為國土交通省與東日本高速公路株式會社。

## 概要
- 起點 : 神奈川縣横濱市榮區田谷町
- 終點 : 神奈川縣藤澤市城南一丁目
- 全長 : 7.5公里
  - 也包括藤澤交流道改良部分的距離。
- 規格 : 第1種第3級
- 設計速度 : 80km/h
- 車道數 : 4車線
- 都市計畫道路名：横濱國際港都建設計畫道路1、4、7號横濱湘南道路/鎌倉都市計畫道路1、4、7號横濱湘南道路/藤澤都市計畫道路1、4、1號横濱湘南道路

## 歷史
- 2000年7月 : 都市計画決定
- 2001年 : 事業化
- 2005年6月 : 工程開工
- 2014年7月 : 用地取得率約88％[2]。實施藤澤入口匝道橋梁下部工事、上部工事與隧道立坑工程。
- 2015年12月：用地取得率約95％[3]

## 交流道
名稱為暫稱。
| 交流道 編號 | 設施名                | 連接路線名              | 備考   | 所在地     |
| ----------- | --------------------- | ----------------------- | ------ | ---------- |
| -           | 榮交流道 榮系統交流道 | 橫濱環狀南線 横濱藤澤線 | 事業中 | 橫濱市榮區 |
| -           | 藤澤交流道            | 新湘南繞道、國道1號     | 事業中 | 藤澤市     |

## 關連項目
- 日本高速公路列表
- 首都圈中央連絡自動車道

## 外部連結
- 國土交通省 關東地方整備局 横濱國道事務所 （页面存档备份，存于）
  - 横濱國道事務所/横濱湘南道路 （页面存档备份，存于）
- 横濱市道路局
- 藤澤市首頁